# Rhodospirillales
Rhodospirillales (лат.) — порядок из класса альфа-протеобактерий типа протеобактерий, состоящий из двух семейств: Acetobacteraceae и Rhodospirillaceae.
Acetobacteraceae включают в себя гетеротрофных уксуснокислых бактерий, продуцирующих в процессе дыхания уксусную кислоту. Rhodospirillaceae включают в себя в основном пурпурных несерных бактерий, получающих энергию в процессе фотосинтеза.